# Rappemonada
Rappemonada o Rappephyceae es un grupo de protistas fotosintéticos marinos y de agua dulce cuya posición filogenética es incierta. Las células tienen 5-7 µm de longitud y contienen 2-4 plastos con clorofila a. Se conocen solo a partir de muestras ambientales, están pobremente caracterizados y todavía no se ha descrito ninguna especie o género.
Análisis filogenéticos de ADN ribosómico (ADNr) en plastos sugieren que este grupo representa una rama evolutiva situada entre las algas Cryptophyta y Haptophyta. Estudios de ADN ambiental revelaron una amplia distribución del grupo en Atlántico Norte, Pacífico Norte y en agua dulce en Europa. Por su parte, análisis cuantitativos de PCR muestran que Rappemonada suele ser poco frecuente, pero puede formar floraciones algales puntuales.
En la clasificación de Adl et al. Rappemonada es considerado un grupo de colocación incierta. Por su parte, Cavalier-Smith coloca a Rappephyceae en Hacrobia.